# Thionville-sur-Opton
Pour les articles homonymes, voir Thionville (homonymie) et Opton.
Thionville-sur-Opton est un hameau et une ancienne commune française du département des Yvelines, en région Île-de-France.

## Géographie
Le hameau est proche de la frontière départementale qui sépare les Yvelines de l'Eure-et-Loir. Et est, comme son nom l'indique, traversé par l'Opton.
|               | Houdan               | Maulette  |
| Goussainville | Thionville-sur-Opton | Gambais   |
| Champagne     | Dannemarie           | Bourdonné |

## Toponymie
Le nom de la localité est attesté sous les formes Teudulfi villa, Dedulfi villa (IXe siècle), Tyonvilla vers 1250, Thionville en 1793, Thionville-sur-Opton en 1843,.

D'un nom de personne germanique Theodulf + villa.

## Histoire
Ancienne commune indépendante, Thionville a été rattaché à Maulette en 1964.

## Démographie
| 1793 | 1800 | 1806 | 1821 | 1831 | 1836 | 1841 | 1846 | 1851 |
| ---- | ---- | ---- | ---- | ---- | ---- | ---- | ---- | ---- |
| 57   | 56   | 63   | 48   | 43   | 46   | 46   | 42   | 44   |

| 1856 | 1861 | 1866 | 1872 | 1876 | 1881 | 1886 | 1891 | 1896 |
| ---- | ---- | ---- | ---- | ---- | ---- | ---- | ---- | ---- |
| 38   | 44   | 37   | 32   | 40   | 27   | 33   | 29   | 29   |

| 1901 | 1906 | 1911 | 1921 | 1926 | 1931 | 1936 | 1946 | 1954 |
| ---- | ---- | ---- | ---- | ---- | ---- | ---- | ---- | ---- |
| 32   | 36   | 43   | 27   | 28   | 35   | 28   | 31   | 44   |

| 1962 | - | - | - | - | - | - | - | - |
| ---- | - | - | - | - | - | - | - | - |
| 25   | - | - | - | - | - | - | - | - |

## Lieux et monuments
- Église Saint-Nicolas : édifice du XVe siècle, tronqué, dont seul le chevet a été conservé.